# Sklízecí řezačka

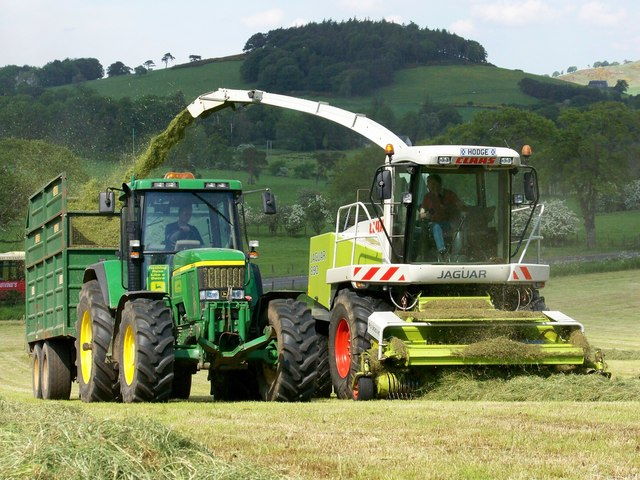
Samojízdná řezačka Class Jaguar

Sklízecí řezačka je zemědělský stroj, který porost seče nebo sbírá a poté řeže na krátkou řezanku. Tu zároveň dopravuje do velkoobjemového vozu nebo do zásobníku. Slouží k sečení nízkých plodin, k přímému krmení nebo horkovzdušnému sušení. Používá se pro sběr zavadlé píce ze řádků nebo pro sklizeň vysokých plodin jako kukuřice a slunečnice.

## Rozdělení
- Kolové
- Bubnové
  - s krátkým bubnem
  - s dlouhým bubnem